# Iakuniol
Iakuniol (en rus: Якуньёль) és un poble (un possiólok) de la República de Komi, a Rússia, segons el cens del 2010 tenia 291 habitants.